# Gerold Adam
Gerold Adam (* 3. Mai 1933 in Wolmirstedt; † 1996 in Konstanz) war ein deutscher Biophysiker.

## Leben und Wirken
Gerold Adam, Sohn von Johanna Adam, geborene Mühmert, und des Chemikers Wilhelm Adam, besuchte die Adolf-Reichwein-Schule in Halle an der Saale und legte 1950 sein Abitur in West-Berlin ab. Eine begonnene Elektrolehre beendete er nicht, sondern begann im Jahr 1951 mit dem Studium von Physik, Mathematik und Physikalischer Chemie an der Technischen Hochschule Aachen. 1958 machte er in Aachen sein Diplom in Physik und begann bei E. Jenckel eine Doktorarbeit. Nach dessen Tod wechselte er an das Institut für Polymere der Philipps-Universität Marburg und wurde dort im Jahr 1961 bei F. H. Müller mit einer Arbeit über Theorie der Volumenrelaxation amorpher Hochpolymere zum Dr. phil. promoviert.
1961 ging er in die USA, zunächst zu J. H. Gibbs an der Brown University, später zu Max Delbrück nach Pasadena. Aus dem Physiker und Physikochemiker wurde ein Biophysiker.
Nach Deutschland zurückgekehrt, arbeitete er als Wissenschaftlicher Assistent bei M. Klingenberg an der Universität München. Auf Anregung von Peter Läuger fand er seinen Weg 1969 an die Universität Konstanz. Nach seiner Habilitation im gleichen Jahr wurde er zunächst zum Universitätsdozenten und 1973 zum Professor für Biophysik ernannt.
Er war zusammen mit Peter Läuger und Günther Stark Autor des Standardwerkes für die Lehre Physikalische Chemie und Biophysik, kurz Adam, Laeuger, Stark.
Obwohl von Hause aus eher Theoretiker, hat er seit den siebziger Jahren eine experimentell arbeitende Arbeitsgruppe geleitet, die sich vorwiegend mit Fragen der Zellproliferation, Zelldifferenzierung und mit zellulärem Altern beschäftigte. Die Frage nach der Entstehung des Alterstodes in der Evolution war ihm auch eine philosophisch bedeutsame Frage.
Gerold Adam war ab 1969 mit Gerburg Adam, geborene Schaufler, verheiratet und hatte sechs Kinder (Hartwig, Hiltrud, Helmut, Dietmar, Gerhard und Reinhold).

## Schriften
- mit Peter Läuger und Günther Stark: Physikalische Chemie und Biophysik. 1977; 4. Auflage: Springer, Berlin 2007, ISBN 3-540-00066-6.
- Gerold Adam: In memoriam Peter Läuger (1934–1990). In: European Biophysics Journal. Band 19, Nr. 3, 1991, S. 101–102.